# Filip Mihaljević
Filip Mihaljević (Livno, 31 luglio 1994) è un pesista e discobolo croato.

## Biografia
È nato in Bosnia ed Erzegovina ma da piccolo si è stabilito a Spalato in Croazia.

## Palmarès
| Anno | Manifestazione          | Sede           | Evento           | Risultato | Prestazione | Note                                     |
| ---- | ----------------------- | -------------- | ---------------- | --------- | ----------- | ---------------------------------------- |
| 2013 | Europei U20             | Rieti          | Getto del peso   | Argento   | 20,23 m     |                                          |
| 2013 | Europei U20             | Rieti          | Lancio del disco | 11º       | 55,84 m     |                                          |
| 2015 | Europei U23             | Tallinn        | Getto del peso   | Oro       | 19,35 m     |                                          |
| 2015 | Europei U23             | Tallinn        | Lancio del disco | 4º        | 58,76 m     |                                          |
| 2016 | Mondiali indoor         | Portland       | Getto del peso   | Bronzo    | 20,87 m     | Miglior prestazione personale            |
| 2016 | Europei                 | Amsterdam      | Getto del peso   | 22º (q)   | 18,72 m     |                                          |
| 2016 | Giochi olimpici         | Rio de Janeiro | Getto del peso   | 21º (q)   | 19,69 m     |                                          |
| 2017 | Europei indoor          | Belgrado       | Getto del peso   | 12º (q)   | 19,94 m     |                                          |
| 2017 | Mondiali                | Londra         | Getto del peso   | 14º (q)   | 20,33 m     |                                          |
| 2018 | Giochi del Mediterraneo | Tarragona      | Getto del peso   | 6º        | 19,56 m     |                                          |
| 2018 | Europei                 | Berlino        | Getto del peso   | 22º (q)   | 19,32 m     |                                          |
| 2019 | Mondiali                | Doha           | Getto del peso   | 11º       | 20,48 m     |                                          |
| 2021 | Europei indoor          | Toruń          | Getto del peso   | Bronzo    | 21,31 m     |                                          |
| 2021 | Giochi olimpici         | Tokyo          | Getto del peso   | 15º (q)   | 20,67 m     |                                          |
| 2022 | Mondiali indoor         | Belgrado       | Getto del peso   | 4º        | 21,83 m     |                                          |
| 2022 | Mondiali                | Eugene         | Getto del peso   | 6º        | 21,82 m     |                                          |
| 2022 | Europei                 | Monaco         | Getto del peso   | Oro       | 21,88 m     | Miglior prestazione personale stagionale |
| 2023 | Europei indoor          | Istanbul       | Getto del peso   | 4º        | 21,43 m     | Miglior prestazione personale stagionale |
| 2023 | Giochi europei          | Chorzów        | Getto del peso   | Argento   | 21,33 m     | [ 1 ]                                    |
| 2023 | Mondiali                | Budapest       | Getto del peso   | 7º        | 21,57 m     |                                          |
| 2024 | Mondiali indoor         | Glasgow        | Getto del peso   | 8º        | 20,73 m     |                                          |
| 2024 | Europei                 | Roma           | Getto del peso   | Argento   | 21,20 m     |                                          |
| 2024 | Giochi olimpici         | Parigi         | Getto del peso   | 14º (q)   | 20,75 m     |                                          |